# Потери контрактников международной коалиции в войне в Афганистане
Особенностью начавшейся в 2001 году войны в Афганистане являлась деятельность на стороне сил международной коалиции на территории Афганистана частных компаний и организаций, которые действовали с разрешения и в интересах коалиции и выполняли широкий спектр задач.

## Общие сведения

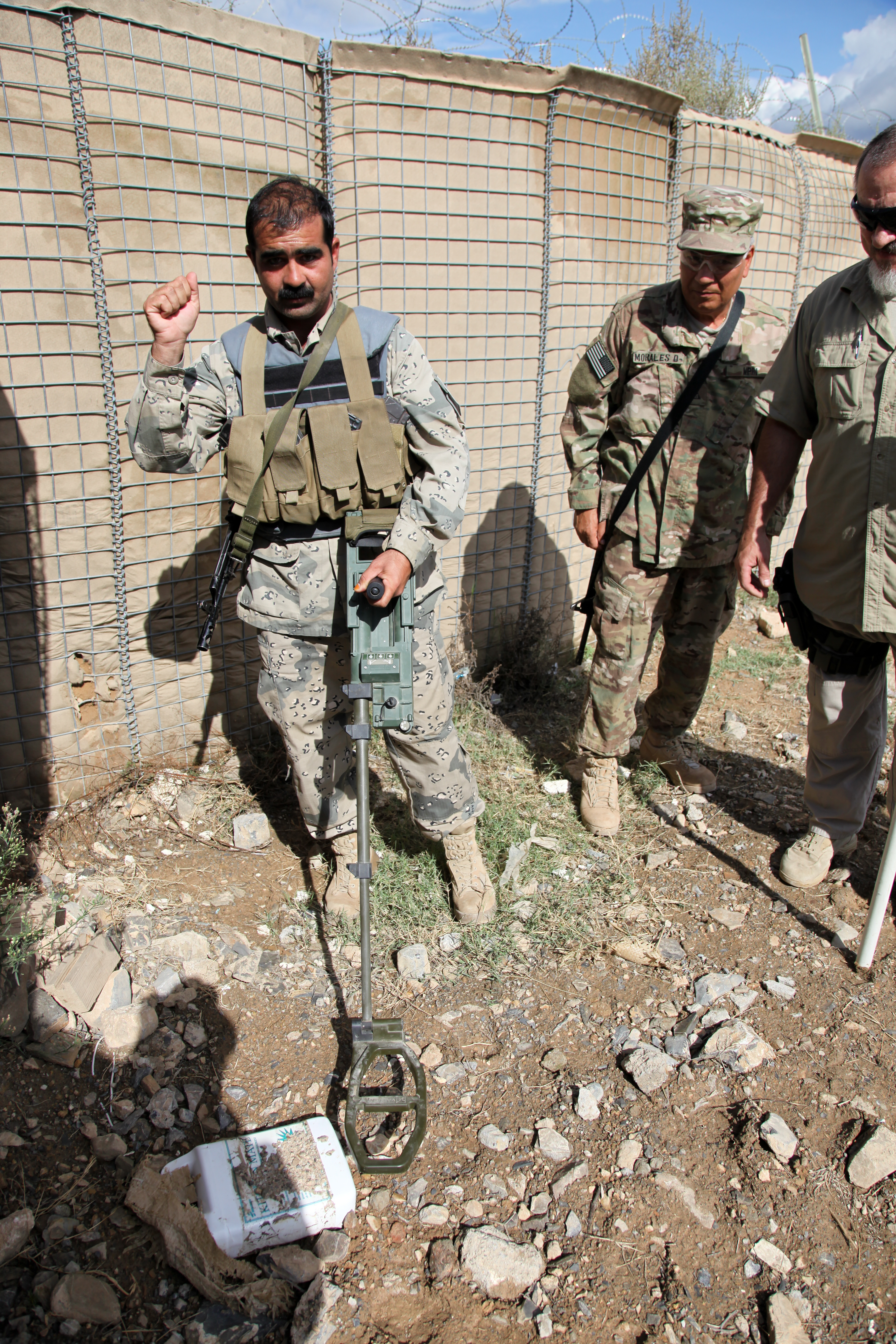
инструкторы частной военной компании MRPI обучают сотрудника пограничной полиции Афганистана обращению с миноискателем (военная база в провинции Хост, 9 сентября 2012)

Сотрудниками частных компаний и организаций («контрактниками») являлись не только граждане иностранных государств, но и граждане Афганистана. 
В число «контрактников» входили:
- переводчики[2]
- сотрудники иностранных частных военных и охранных компаний, а также компаний по разминированию, действующих в Афганистане с разрешения и в интересах стран коалиции.
- гражданский персонал, работающий на территории Афганистана с разрешения и в интересах стран коалиции (в частности, административный, технический и вспомогательный персонал, обеспечивающий деятельность сил коалиции[3], а также иностранные граждане, участвующие в осуществлении проектов и программ развития «военно-гражданского взаимодействия, координации и сотрудничества» CIMIC).

По состоянию на начало декабря 2009 года, в Афганистане действовало 104 тыс. сотрудников частных военных и охранных компаний. В дальнейшем, по настоянию правительства Афганистана их количество было уменьшено. В середине 2012 года в Афганистане действовало до 40 тыс. сотрудников иностранных частных военных компаний.
В своей деятельности частные охранные и военные компании широко использовали бронированные автомашины (Ford F350, Chevrolet Suburban, Toyota Land Cruiser и Mercedes G5, Toyota Hilux и других моделей).
В условиях вооружённого противостояния «контрактники» коалиционных сил несли потери убитыми и ранеными.
Только в период с начала военной операции в 2001 году до середины сентября 2011 года в Афганистане погибли 1765 «контрактников».
Основную часть потерь составляют потери среди «контрактников» США:
- По официальным данным Министерства труда США, в период до 31 марта 2007 года в Афганистане были убиты 73 и ранены 2428 «контрактников» США. При этом, в предоставлении сведений о национальности и гражданстве убитых и раненых «контрактников» было отказано[9]
- В период с начала операции в Афганистане в 2001 году до конца марта 2011 года в Афганистане погибли 763 «контрактника» США[10]. В дальнейшем, потери продолжались: по официальным данным посольства США в Кабуле, в течение 2011 года в Афганистане были убиты «по меньшей мере 430» «контрактников» США, из них 386 работали на министерство обороны США, 43 — на USAID и 1 — на госдепартамент США[11].
- Позднее Министерство труда США сообщило, что в период с 1 сентября 2001 года до 31 марта 2021 года в Афганистане погибли 1822 «контрактника» США[12].

Однако услугами сотрудников частных компаний и организаций пользовались Великобритания и другие страны ISAF, а также ООН и иные международные организации. Американская частная военная компания "Triple Canopy Inc." обеспечивала охрану президента Афганистана Х. Карзая.
В общей сложности, с начала военной операции в октябре 2001 года до ноября 2018 года в Афганистане погибли 3937 «контрактника» из разных стран.

## Список потерь контрактников в ходе войны в Афганистане
Список потерь контрактников в ходе войны в Афганистане составлен на основании сведений из открытых источников (печатных изданий и материалов сети Интернет) и очевидно, не полный.
В приведённом перечне не учитываются потери контрактников международной коалиции в период после 31 декабря 2014 года (после завершения 31 декабря 2014 года операции «Несокрушимая свобода», с 1 января 2015 года на территории Афганистана началась операция «Решительная поддержка»).

### 2001
- 10 октября 2001 в результате авиаудара ISAF погибли четыре афганца — сотрудники агентства по разминированию местности ATC, работавших по контракту с ООН. Они стали первыми жертвами среди сотрудников компаний по разминированию на территории Афганистана с начала военной операции[17]

### 2003
- 28 октября 2003 — два гражданских контрактника ЦРУ США (граждане США William Carlson и Christopher Glenn Mueller) попали в засаду и были убиты в деревне в восточной части Афганистана, недалеко от границы с Пакистаном[18][19]
- 8 ноября 2003 — застрелен гражданин Индии Sanjiv, который работал на «Afghan Wireless Company»[20]
- декабрь 2003 — в провинции Газни был убит гражданский контрактник — гражданин Пакистана (инженер, который выполнял работы по финансируемому США проекту восстановления автотрассы Кабул — Кандагар)[21]

### 2004
- 22 февраля 2004 — в провинции Кандагар огнём с земли был сбит вертолёт AB-212 австралийской компании «Pacific Helicopters», погиб один контрактник — пилот вертолёта (гражданин Австралии Mark Burdorf)[22]
- 5 марта 2004 — в провинции Забул попали в засаду два турецких инженера фирмы «Kolin», выполнявшие работы по финансируемому США проекту восстановления автотрассы Кабул — Кандагар. Нападавшие убили одного турецкого инженера и сопровождавшего афганца-охранника, второй турецкий инженер был похищен[23][21][24]
- 22 апреля 2004 — в провинции Хост военнослужащими ISAF был по ошибке застрелен контрактник-афганец[25]
- 5 мая 2004 — в деревне Мандол провинции Нуристан[26] в 100 милях от Кабула были убиты два британца — сотрудники британской военной компании «Global Risk Strategies», а также их переводчик-афганец[27]
- в начале июня 2004 в провинции Бадгис расстреляли машину организации «Медицина без границ», были убиты 5 сотрудников организации — три иностранца (граждане Бельгии, Голландии и Норвегии) и два контрактника-афганца (водитель и переводчик)[28]
- 10 июня 2004[29] в провинции Кундуз при нападении на лагерь иностранных рабочих, строивших дорогу Кундуз — Баглан, были убиты 11 и тяжело ранены ещё 4 китайских дорожных рабочих (граждане КНР)[30], вместе с ними был убит один охранник-афганец[31].
- 4 августа 2004 — в провинции Гардез были убиты два афганца, работавшие на немецкую гуманитарную организацию «Malteser Hilfsdienst e.V.» (сотрудник представительства организации в Афганистане и водитель)[32]
- 28 августа 2004 — в результате взрыва автомашины со взрывчаткой у офиса частной военной компании «DynCorp International» в Кабуле погибли семь контрактников (четверо граждан США и трое граждан Непала)[33][34][35][36]
- 23 октября 2004 — в результате подрыва смертника на одной из улиц Кабула был убит гражданин США[34], сопровождавший военнослужащих НАТО — переводчик Jamie Michalsky (бывший резервист армии США)[37]
- 27 ноября 2004 — в западной части Афганистана разбился самолёт CASA 212 компании «Presidential Airways» (дочерней компании частной военной компании «Blackwater») с тремя членами экипажа на борту. В авиакатастрофе погибли трое контрактников — граждане США[38][39]
- 13 декабря 2004 — в провинции Кунар был похищен и убит Мухаммед Эюп[40] — турецкий инженер дорожно-строительной компании[24][41]

### 2005
- 3 февраля 2005 после вылета из Герата врезался в склон горы авиалайнер Boeing 737-200 авиакомпании «Kam Air», среди погибших пассажиров были три специалиста американской организации «Management in Sciences for Health» (граждане США Carmen Christina Urdaneta, Cristin Gadue и Amy Lynn Meeks)[42]
- 8 февраля 2005 – в ходе выполнения служебно-должностных обязанностей на территории Афганистана умер контрактник США (сотрудник американской компании "Perini Corp.", гражданин США Michael E. Vander Luitgaren)[43]
- 8 марта 2005 — в центре Кабула был застрелен гражданский контрактник ISAF, советник правительства Афганистана, гражданин Великобритании Steven MacQueen[44]
- 6 апреля 2005 — в провинции Газни разбился вертолёт CH-47, погибли все 16 человек, находившиеся на борту (13 военнослужащих ISAF и 3 контрактника[45][46] — сотрудники компании «KBR», граждане США Lance Taylor, Ronald Wade и Sy Jason Lucio[47])
- 18 и 19 мая 2005 года в результате двух нападений на юге Афганистана были убиты семь граждан Афганистана — сотрудники американской компании «Chemonics International Inc.», работавшие в качестве контрактников по проекту USAID, финансирование которого осуществляло правительство США[48]
- 18 июля 2005 — два сотрудника компании по разминированию «Mine-Tech» (граждане Зимбабве Fidelis Makwena и Moses Sibanda) были убиты взрывом мины, которую они пытались обезвредить[49]
- 31 августа 2005 года в провинции Кандагар был похищен контрактник[50] — водитель грузовика, гражданин Великобритании David Addison. Он был убит 3 сентября 2005[51]
- 27 сентября 2005 — в провинции Фарах в ходе возникшей ссоры сотрудник американской частной охранной компании USPI выстрелил в голову переводчику-афганцу. Афганец-контрактник Noor Ahmad (работавший на «U.S. Protection and Investigations») скончался от полученного ранения[52]
- 11 ноября 2005 транспортный самолёт Ил-76 грузинской компании «Global Georgian Airways», зафрахтованный пакистанской компанией «Royal Airlines» и выполнявший рейс по транспортировке продовольствия для коалиционных сил в Афганистане на американскую военно-воздушную базу в Баграме врезался в гору в 30 км от Кабула. В авиакатастрофе погибли все восемь членов экипажа (5 россиян, 2 украинца и 1 пакистанец)[53]
- 18 ноября 2005 — в провинции Нимруз был похищен и убит контрактник — водитель грузовика (гражданин Индии Maniappan Raman Kutty), который работал на компанию «Border Roads Organisation»[24][54]

### 2006
- 7 февраля 2006 — в провинции Фарах в результате наезда на мину был выведен из строя автомобиль, погибли все четыре человека, находившихся в машине: водитель-афганец и три пассажира — один гражданин Индии (инженер американской строительной компании «Louis Berger» по имени Bharat Kumar), один гражданин Турции (инженер строительной компании «Kolin» по имени Opuk Aydin) и сопровождавший их сотрудник охранной компании, гражданин Непала[24][55]
- 10 марта 2006 — четверо работников немецкой клининговой компании, выполнявшие контракт для США (граждане Македонии) были похищены на юге Афганистана, их тела были обнаружены в провинции Кандагар 17 марта 2006[56]
- 28 марта 2006 — на авиабазе Баграм скончался сотрудник компании KBR (гражданин США John Charles Mehrmann)[57]
- 3 апреля 2006 — в провинции Нимруз был застрелен турецкий инженер дорожно-строительной компании[58]
- 24 апреля 2006 — на аэродроме Бост в районе города Лашкаргах (провинция Гильменд) разбился транспортный самолёт Ан-32, взятый в лизинг госдепартаментом США[59][60]. В авиакатастрофе погибли два члена экипажа — граждане Украины[61]
- 29 апреля 2006 — боевиками был похищен и убит сотрудник бахрейнской компании «Al-Moayed»[20] (гражданин Индии, инженер K. Suryanarayana), выполнявший работы по контракту с афганской компанией — оператором сотовой связи «Roshan»[62][63]
- 18 мая 2006 — в провинции Герат взрывом минно-взрывного устройства был убит сотрудник частной военной компании «DynCorp International» (гражданин США Ronald Austin Zimmerman)[57][64]
- 30 мая 2006 — в двух инцидентах погибли 7 гражданских контрактников — граждане Афганистана (три афганца, работавших на USAID, были убиты взрывом мины, на которую наехала их автомашина; ещё четыре афганца, работавшие на организацию «ActionAid International», были застрелены на дороге в районе города Шибарган[65]
- 2 декабря 2006 — вертолёт Ми-26 тверской авиакомпании «Вертикаль-Т» с российским экипажем на борту, перевозивший груз для голландского контингента ISAF, разбился недалеко от Кандагара. Погибли все 8 членов экипажа — граждане России[66]
- 6 декабря 2006 — в провинции Кандагар смертник взорвал себя у входа в офис частной охранной компании, были убиты 3 контрактника (два сотрудника частной охранной компании «U.S. Protection and Investigations» — граждане США[67] и афганец-переводчик)[68]

### 2007
- 27 февраля 2007 — смертник взорвал себя у ворот авиабазы Баграм, среди убитых взрывом были контрактники: сотрудник логистической компании, занимавшейся организацией снабжения войск ISAF (гражданка США Geraldine Marquez)[42] и 20 контрактников-афганцев (водитель грузовика, доставлявший грузы на авиабазу[69] и рабочие, выполнявшие работы на авиабазе[70])
- 4 июля 2007 — в провинции Кандагар при возвращении на базу после выполнения операции[71] взрывом мины под бронемашиной RG-31 были убиты шесть военнослужащих канадского контингента ISAF и афганец-переводчик канадского контингента ISAF[72]
- 18 июля 2007 — в провинции Вардак были похищены два немецких инженера — сотрудники строительной фирмы «Kabul Berlin Korporation» и пять сопровождавших их афганцев, один немец (Рюдигер Д.) был застрелен[73], второй немец (Рудольф Блешмидт) и четверо афганцев были позднее отпущены[74]
- 28 июля 2007 — в Кабуле смертник на автомашине со взрывчаткой атаковал автоколонну, были убиты два сотрудника частной охранной компании (один гражданин США и один гражданин Непала)[34]
- 15 августа 2007 — в Кабуле был застрелен сотрудник британской частной военной компании «ArmourGroup» (гражданин Великобритании Richard Adamson)[75]
- 22 августа 2007 — в провинции Кандагар взрывом минно-взрывного устройства были убиты два военнослужащих канадского контингента ISAF и афганец переводчик канадского контингента ISAF[76]
- 24 августа 2007 — в провинции Забул в результате атаки на колонну снабжения войск НАТО, которую сопровождали 80 сотрудников частной охранной компании, были убиты 10 сотрудников частной охранной компании — граждане Афганистана[76]
- 11 сентября 2007 — в провинции Пактика взрывом минно-взрывного устройства был убит гражданский контрактник (гражданин Турции, инженер дорожно-строительной компании)[77]
- 12 сентября 2007 — в провинции Бадахшан был застрелен гражданский контрактник (гражданин Бангладеш)[77]
- 18 декабря 2007 — при нападении на автоколонну топливозаправщиков были убиты 15 контрактников — граждан Афганистана, работавших на частную охранную компанию «U.S. Protection and Investigations»[78]

### 2008
- 14 января 2008 — во время нападения на элитный отель «Serena Hotel» в центре Кабула были убиты гражданский контрактник USAID (сотрудник компании «BearingPoint Management & Technology Consultants», гражданин США Thor David Hesla), работавшая в отеле служанка (гражданка Филиппин) и два охранника службы безопасности отеля[79][80]
- 26 января 2008 в южной части провинции Кандагар были похищены гражданский контрактник организации «Asian Rural Life Foundation» (гражданка США Cyd Mizell) и её водитель — афганец Muhammad Hadi. 27 февраля 2008 стало известно о их гибели[81]
- 17 марта 2008 года в провинции Гильменд смертник взорвал себя рядом с военнослужащими НАТО, в результате были убиты афганец-переводчик, три военнослужащих Дании и военный полицейский Чехии, ещё два военнослужащих Чехии были ранены[82].
- 1 апреля 2008 — в провинции Кандагар военнослужащие канадского контингента ISAF открыли огонь по приближавшейся к ним автомашине, которая не отреагировала на приказ остановиться. В результате один из пассажиров автомашины был убит и трое других были ранены. Все находившиеся в машине являлись сотрудниками частной охранной компании «Compass Security». Имена и гражданство пострадавших не названы[83]
- 4 апреля 2008 в провинции Кунар взрывом мины был сожжен грузовик-топливозаправщик ISAF, погиб водитель заправщика — афганец, работавший на ISAF[84]
- 12 апреля 2008 — в результате нападения на автоколонну, перевозившую рабочих дорожно-строительной компании, были убиты три гражданских контрактника (водитель-афганец и два сотрудника дорожно-строительной компании «Border Road Organization» — граждане Индии M.P. Singh и C. Govindaswamy), ещё пять индийских рабочих были ранены[85]
- 7 мая 2008 — в провинции Хост совершил наезд на мину внедорожник HMMWV, взрывом был убит гражданский контрактник, сотрудник подразделения Human Terrain Team #1, советник министерства обороны США (гражданин США Michael Vinay Bhatia)[86]
- 28 мая 2008 — в провинции Пактия в результате атаки на автоколонну, перевозившую группу индийских рабочих были убиты 1 строитель (гражданин Индии) и пять сотрудников частной охранной компании[87]
- 6 июня 2008 — в уезде Хошруд провинции Нимруз взрывом фугаса была уничтожена автомашина, погибли два индийских специалиста — сотрудники дорожно-строительной компании и четыре сотрудника частной охранной фирмы[87]
- в течение июля 2008 года были убиты 10 контрактников, выполнявших работы на военной базе «Camp Bastion» (сотрудники американской компании KBR, граждане Афганистана)[88]
- 27 августа 2008 — в провинции Нангархар был похищен и застрелен гражданский контрактник, работавший в компании «Peshawar-kai» (гражданин Японии, инженер Kazuya Ito)[89]
- 9 сентября 2008 — в восточной части Афганистана взрывом минно-взрывного устройства были убиты три солдата ISAF и один афганец-контрактник[90]
- 13 октября 2008 — в провинции Герат был похищен сотрудник итальянской компании «Fiano», осуществлявшей поставки продовольствия в Афганистан, гражданин Индии Simon Paramanathan. 9 февраля 2009 правительство Афганистана официально подтвердило информацию о его смерти[91]
- 20 октября 2008 — в Кабуле была застрелена женщина-сотрудник британской компании «SERVE Afghanistan» (гражданка Великобритании Gayle Williams)[92]
- 25 октября 2008 — в Кабуле вооружённый автоматом афганец (сотрудник частной охранной компании) застрелил двух сотрудников службы доставки DHL (одного гражданина Великобритании и одного гражданина ЮАР), после чего застрелился[93]
- 4 ноября 2008 — в уезде Майванд провинции Кандагар была облита горючим и подожжена женщина-контрактник ISAF, сотрудник компании «BAE Systems» (гражданка США Paula Loyd), она была вывезена в США, но 7 января 2009 умерла от полученных ранений[42]

### 2009
- 11 февраля 2009 — в провинции Логар был атакован патруль французского контингента ISAF, были убиты один французский военнослужащий ISAF и один переводчик-афганец[94]
- 15 февраля 2009 — в провинции Урузган был атакован патруль американского контингента ISAF, взрывом мины был убит сопровождавший патруль переводчик-афганец американского контингента ISAF[95]
- 28 февраля 2009 — в провинции Урузган в результате наезда на мину была уничтожена автомашина HMMWV, погибли сотрудник американской частной военной компании «K-9 Detection Services» (гражданин США Santos A. Cardona) и его служебная собака[96]
- 20 марта 2009 — во время ракетного обстрела авиабазы Кандагар был убит гражданский контрактник — сотрудник компании «Recon International» (гражданин Филиппин Norbert Malana Hobayan), ещё один контрактник (гражданин Филиппин Rolando Tricenio) был ранен[97]. В этот же день в провинции Кандагар был атакован пеший патруль контингента Канады - погибли два военнослужащих Канады и переводчик-афганец, ещё 5 канадских солдат и второй переводчик-афганец были ранены[98].
- май 2009 — в провинции Вардак во время ссоры между контрактниками сотрудник частной охранной компании «Four Horsemen International», австралиец Robert Langdon застрелил другого контрактника, а затем приказал подчиненным скрыть происшедшее, поместив тело в грузовик, который обстреляли из автоматов и сожгли брошенной ручной гранатой, и сообщил командованию, что имело место нападение талибов. Позднее он попытался покинуть страну и был арестован. На суде он сообщил, что действовал в пределах самообороны, поскольку у убитого было оружие, но был признан виновным. Убитым контрактником являлся сотрудник частной охранной компании «Four Horsemen International», гражданин Афганистана Karimullah[99][100][101]
- 19 мая 2009 — на автодороге Кабул — Баграм взрывом мины[102] был убит сотрудник компании MRPI, гражданин США Shawn Montgomery Pine, занимавшийся обучением солдат афганской армии[103][104]
- 14 июля 2009 — в провинции Гильменд выстрелом из противотанкового гранатомёта был сбит вертолёт Ми-26 молдавской компании «Pecotox-Air», перевозивший груз для ISAF, погиб экипаж в составе шести человек (все погибшие являлись гражданами Украины)[66][105]
- 19 июля 2009 — в провинции Кандагар при взлёте с авиабазы НАТО разбился вертолёт Ми-8 российской компании «Вертикаль-Т», в котором находились 3 члена экипажа и 17 пассажиров. В авиакатастрофе погибли 16 пассажиров (все погибшие являлись контрактниками ISAF)[106], остальные получили травмы[107][108]
- 13 октября 2009 в провинции Нуристан разбился самолёт Beechcraft C-12 Huron армии США, вылетевший с авиабазы Баграм. В авиакатастрофе погибли все три члена экипажа, находившиеся на борту — контрактники ISAF[109] (сотрудники корпорации «Lockheed Martin», граждане США)[110]
- 11 ноября 2009 в 40 км к западу от Мазари-Шарифа при подрыве на мине броневика RG-32M были ранены 5 солдат шведского контингента ISAF и убит афганец-переводчик шведского контингента ISAF[111]
- 13 ноября 2009 в южной части Афганистана взрывом минно-взрывного устройства был убит контрактник — гражданин США[112]
- 23 ноября 2009 — в восточной части провинции Логар разбился вертолёт Ми-8Т авиакомпании «Air Freight Aviation» (ОАЭ), выполнявший контракт голландской компании «Supreme Global Services» по снабжению сил ISAF. Экипаж в составе трёх человек погиб, все погибшие являлись гражданами Украины[113][114]
- 15 декабря 2009 — в городе Гардез имел место взрыв у офиса компании «Development Alternatives Inc.» (компании-подрядчика, выполнявшей работы по контракту с правительством США), взрывом был убит один гражданин Непала[115]
- 30 декабря 2009 — в результате атаки на базу ЦРУ «Forward Operating Base Chapman» в провинции Хост были убиты 5 кадровых сотрудников ЦРУ США и два контрактника ЦРУ — сотрудники частной военной компании «Xe Services» (граждане США Dane Clark Paresi и Jeremy Wise)[116][117]

### 2010
- в январе 2010 в провинции Вардак афганский переводчик-контрактник застрелил двух солдат США и был застрелен[118]
- 7 февраля 2010 в 35 км к западу от Мазари-Шариф неизвестный в форме сотрудника афганской полиции открыл огонь по шведскому патрулю, были убиты два и ранен ещё один солдат шведского контингента ISAF, а также застрелен афганец-переводчик шведского контингента ISAF[119]
- 26 февраля 2010 в Кабуле в ходе атаки арендованного индийским посольством жилого дома «Park Residence» был убит гражданин Индии, инженер Bhola Ram (выполнявший работы по проекту поставки электричества из Узбекистана в Кабул для компании «Afghan Power Grid Corporation»)[120]
- 11 марта 2010 — в провинции Каписа взрывом были убиты два гражданских контрактника — сотрудники индийской строительной компании (один гражданин ЮАР и один гражданин Афганистана)[121]
- 15 марта 2010 — во время ракетного обстрела военной базы США в Баграме был убит гражданский контрактник (гражданин Боснии Almir Biković)[122]
- 9 апреля 2010 — в районе города Калат в провинции Забул разбился конвертоплан CV-22B, вместе с тремя военнослужащими ISAF погиб афганский контрактник — переводчик[123][124]
- 13 апреля 2010 — в городе Кандагар был застрелен контрактник DAI, гражданин Афганистана Hosiy Sahibzada[125]
- 15 апреля 2010 — в городе Кандагар смертник на автомашине со взрывчаткой протаранил здание иностранной частной охранной компании, в результате взрыва было убито и ранено несколько сотрудников частной охранной компании, среди которых были афганцы и иностранные граждане[126]
- 20 апреля 2010 — в Афганистане взрывом минно-взрывного устройства был убит сотрудник частной охранной компании (гражданин Боснии Perica Jarić)[127]
- 6 мая 2010 — в Афганистане взрывом минно-взрывного устройства был убит сотрудник частной охранной компании «Global Security Solutions» (гражданин США Ryan Lozier)[128]
- 15 мая 2010 — в провинции Хост были похищены и убиты четыре контрактника — граждане Афганистана (Lal Badshah, работавший переводчиком на военной базе «Salerno», ещё двое работали переводчиками при военнослужащих США, последний работал переводчиком для западной строительной компании)[129]
- 19 мая 2010 — в результате атаки и ракетного обстрела авиабазы Баграм был убит один контрактник[130] (гражданин США)[131]
- 22 мая 2010 - в районе селения Deh Rawood (провинция Урузган) взрывом минно-взрывного устройства были убиты два военнослужащих НАТО и афганец-переводчик ISAF[132]
- 7 июня 2010 в ходе атаки полицейской базы в Кандагаре погибли два сотрудника частной военной компании «DynCorp International» (гражданин США Gary W. Willard и гражданин Непала Hit Bahadur Gurung)[133]
- 17 июня 2010 - в здании на территории военной базы "Camp Phoenix" был найден повешенный контрактник (бывший военнослужащий военно-морских сил США, гражданин США Paul А. Terrell)[134]
- 1 июля 2010 — в провинции Кундуз при нападении на офис компании DAI (компании-подрядчика USAID[135]) были убиты четыре сотрудника британской частной охранной компании «Edinburgh International» (два афганца, один гражданин ФРГ и гражданин Великобритании Shaun Sexton)[136][137]
- 20 июля 2010 — в военно-учебном центре «Camp Shaheen» возле города Мазари-Шариф афганский солдат застрелил двух инструкторов, обучавших военнослужащих афганской армии. Оба убитых являлись гражданами США[138]
- 29 июля 2010 — в результате атаки на военную базу в провинции Кандагар были убиты 17 контрактников, в том числе, один гражданин США (военный инструктор, сотрудник "The Wexford Group International" Robert Wayne Pittman Jr.)[139] и переводчик-афганец (сотрудник компании «Mission Essential Personnel» Qais Mansoori)[11]
- 6 августа 2010 — в южной части провинции Бадахшан были убиты десять работников организации IAM — 8 иностранцев (шесть граждан США, один гражданин ФРГ и гражданка Великобритании, хирург Karen Woo)[140] и два афганских переводчика[141]
- август 2010 — в провинции Гильменд был застрелен сотрудник британской частной охранной компании «New Century» (гражданин Великобритании Ken McGonigle)[142]
- 20 августа 2010 — в провинции Гильменд в результате атаки талибов были убиты 30 сотрудников частной охранной компании — граждан Афганистана[143][144]
- 25 августа 2010 — на военной базе в провинции Бадгис афганец, на протяжении пяти месяцев работавший личным водителем офицера испанского контингента ISAF открыл огонь по военнослужащим испанского контингента ISAF, в результате были убиты 2 офицера гражданской гвардии из испанского контингента ISAF и один афганец-переводчик испанского контингента ISAF[145] — Ataolah Taefik Alili (к этому времени уже получивший гражданство Испании)[146]
- 27 августа 2010 — в провинции Вардак военнослужащие ISAF приняли автомашину частной охранной компании за автомашину с террористами и открыли огонь. В результате были убиты два контрактника — сотрудники частной охранной компании (имена и гражданство убитых не установлены)[147]
- 6 сентября 2010 — в результате наезда на мину была уничтожена автомашина, в которой погибли два сотрудника американской частной охранной компании (граждане США Matthew Attilai и Chris Jarrod Vaile)[148]. В этот же день в результате атаки на военную базу в провинции Кандагар погиб ещё один гражданский контрактник — сотрудник компании «DRS Technical Services LLC», гражданин США Javier de la Garza[149], ещё два контрактника, выполнявшие работы по программе U.S. Army Logistics Civil Augmentation Program IV[150] (сотрудники «DynCorp International», граждане США William Allen и Alan Herzel) были смертельно ранены во время этой же атаки и умерли от полученных ранений 7 сентября 2010[151][152]
- 26 сентября 2010 — в провинции Кунар была похищена женщина-контрактник США (сотрудник компании DAI, гражданка Великобритании Linda Norgrove), 8 октября 2010 во время операции по её освобождению она была убита[153]
- 6 октября 2010 — на территории Пакистана в районе города Кветта было совершено нападение на автоколонну снабжения группировки НАТО в Афганистане, в результате были сожжены 17 автоцистерн с горючим и 4 контейнеровоза. Автомашины принадлежали компании по организации автоперевозок, зарегистрированной в Пакистане; водители грузовиков в основном были жителями Пакистана[154]. Нападавшие застрелили одного из водителей грузовиков, однако имя и гражданство убитого не названы[155]
- 12 октября 2010 — при выполнении полёта Баграм — Кабул врезался в гору к востоку от Кабула и разбился транспортный самолёт L-100-20 «Hercules» авиакомпании «Trans Afrique of Ghana»[156] (зафрахтованный компанией «National Air Cargo» для доставки грузов контингенту ISAF), в авиакатастрофе погибли все 8 членов экипажа[157] (шесть граждан Филиппин, один гражданин Индии и один гражданин Кении)[158]
- 18 октября 2010 в уезде Сангин провинции Гильменд в результате атаки на пост охраны дорожно-строительной компании были убиты 8 и ранены ещё три афганских сотрудников частной охранной компании[159][160]
- 20 ноября 2010 — в провинции Парван взрывом мины был убит сотрудник частной военной компании «DynCorp International» (гражданин Великобритании Mark Fitzpatrick)[161]
- 30 ноября 2010 — в уезде Соруби провинции Кабул был убит один сотрудник частной охранной компании, охранявший строительную фирму, ещё девять частных охранников были захвачены в плен. Имена и гражданство охранников не установлены[162]
- 24 декабря 2010 — в результате обстрела автомашины был смертельно ранен и непродолжительное время спустя скончался от полученных ранений гражданский специалист, участвовавший в разработке проекта по строительству дороги в северном Афганистане (гражданин ФРГ, сотрудник банка KfW)[163]
- 24 декабря 2010 — в Кабуле подразделение спецназа НАТО открыло огонь по запаркованной машине, предположив, что в ней находятся террористы-смертники. В результате были убиты два контрактника, находившиеся в машине — граждане Афганистана, сотрудники охранной компании «Tiger International». Взрывчатки или каких-либо иных признаков подготовки ими теракта обнаружить не удалось[164].
- 25 декабря 2010 в ходе ракетного обстрела Кандагара погиб сотрудник частной военной компании «DynCorp International» Kevin Davis[165]
- 29 декабря 2010 - в районе города Ланди-Котал с холма рядом с дорогой открыли огонь из автоматов по двум грузовикам, перевозившим грузы для войск НАТО. Водитель одного из грузовиков был убит, водитель второго грузовика - ранен[166]

### 2011
- 27 марта 2011 в ходе ракетного обстрела Кандагара погибла сотрудник частной военной компании «DynCorp International» Angela Kiti[167]
- 16 апреля 2011 в провинции Нангархар смертник взорвал себя вместе с солдатами правительственной армии Афганистана и военнослужащими НАТО, одним из убитых был контрактник — сотрудник компании MRPI, гражданин США Paul Almryde[168]
- 27 апреля 2011 в аэропорту Кабула военнослужащий ВВС Афганистана открыл огонь по военнослужащим США, один из убитых (сотрудник компании MRPI[169], гражданин США James McLaughlin Jr.[170]) являлся контрактником США[171]
- 28 апреля 2011 — в провинции Газни на шоссе Кабул — Кандагар в результате нападения на автоколонну снабжения ISAF были убиты три афганца — охранники частной охранной компании «Watan Risk Company», обеспечивавшие охрану груза[172]. В этот же день в результате ракетного обстрела военной базы на территории Афганистана погибли ещё два контрактника — сотрудники компании «Lockheed Martin», граждане США Teofilo Evans и Sidney Hanspard[173]
- 15 мая 2011 — в провинции Нимруз смертник на мотоцикле со взрывчаткой протаранил автоколонну снабжения НАТО, в результате был убит афганец — охранник частной охранной компании «Angar private security company» и ранены ещё два охранника той же фирмы, обеспечивавшие охрану перевозимого груза[174]
- 16 мая 2011 — в провинции Фарах в результате нападения на автоколонну снабжения ISAF был убит один из водителей и сожжены два грузовика с грузами для сил НАТО[175]. Имя и гражданство погибшего не установлено.
- 24 мая 2011 — в провинции Газни взрывом установленной на дороге мины была уничтожена автомашина с пятью контрактниками — в результате погибли пять сотрудников американской охранной фирмы (гражданин Фиджи Peni Tirikula Tulovo[176], а также один гражданин США и трое граждан Туниса)[177]
- 31 мая 2011 — в провинции Логар была атакована автоколонна, в результате были убиты два и ранены ещё пять сотрудников частной охранной фирмы. Имена и гражданство убитых не установлены[178]
- 31 мая 2011 в провинции Вардак на минно-взрывном устройстве подорвался бронеавтомобиль Iveco LMV вооружённых сил Чехии, погиб один и были ранены три военнослужащих Чехии. Также был смертельно ранен и умер от полученных ранений афганец-переводчик военного контингента Чехии[179].
- 4 июня 2011 — в провинции Лагман взрывом был убит гражданин США[180], сотрудник частной военной компании «DynCorp International» Brett Benton[181]
- 18 июня 2011 — в провинции Газни два минно-взрывных устройства сработали в тот момент, когда мимо них по дороге проезжала автоколонна снабжения НАТО, в результате были убиты четыре сотрудника частной охранной фирмы. Имена и гражданство убитых не установлены[182]
- 28 июня 2011 — во время атаки на пятизвёздочный отель «Inter-Continental» в Кабуле[183] (место штаб-квартиры ICOS) были убиты 11 человек, в том числе 3 сотрудника афганской полиции[184] и один из охранников службы безопасности отеля, гражданин Афганистана Kaka Sher[185]
- в начале июля 2011 в провинции Фарах были похищены и убиты 7 сапёров международной компании по разминированию DAFA — граждане Афганистана[186]
- 6 июля 2011 — в районе авиабазы Баграм врезался в склон горы и разбился транспортный самолёт Ил-76ТД компании «Silk Way Airlines» с 18 тоннами груза для военного контингента НАТО. В авиакатастрофе погибли все 9 членов экипажа (среди которых были трое граждан Азербайджана и граждане Таджикистана)[187][188]
- 9 июля 2011 — в Афганистане попала в засаду и была обстреляна автомашина с контрактниками, в результате обстрела был убит сотрудник частной военной компании «MRPI» (гражданин США Paul Protzenko), ещё один контрактник был ранен[189]
- 6 августа 2011 в провинции Вардак в авиакатастрофе вертолёта CH-47 погибли 30 военнослужащих США, 7 афганских военнослужащих и один гражданский контрактник (афганец-переводчик)[190]
- 16 августа 2011 — в провинции Кандагар была атакована база снабжения ISAF, принадлежавшая компании «Supreme Group», были убиты четыре афганца-контрактника (сотрудники частной охранной фирмы), ещё восемь охранников (трое граждан Непала и пять афганцев) были ранены[191]
- 19 августа 2011 - смертники атаковали офис британской общественной организации "British Council" в Кабуле, были убиты три и ранены ещё шесть сотрудников охранной компании "G4S Secure Solutions", обеспечивавших охрану здания (все три убитых контрактника являлись гражданами Афганистана, из шести раненых трое были афганцами и трое - гражданами Непала)[192]
- 22 августа 2011 — в городе Айбак провинции Саманган столкнулись два грузовика-бензовоза, перевозившие топливо для ISAF. В результате оба бензовоза сгорели, в пожаре погиб один из водителей[193]. Имя и гражданство погибшего не установлено.
- 24 августа 2011 — в провинции Фарах была атакована автоколонна снабжения ISAF, в результате были серьёзно повреждены 12 бензовозов, убиты два и ранен ещё один контрактник. Все трое являлись сотрудниками частной охранной компании «Arya Security Company». Имена и гражданство не установлены[194]
- 6 сентября 2011 — в провинции Вардак была атакована автоколонна снабжения ISAF, в результате был убит афганец — охранник частной охранной компании «ATM»[195]
- в конце первой недели сентября 2011 в уезде Шарх провинции Логар были похищены девять граждан Афганистана (бывшие военнослужащие правительственной армии Афганистана, работавшие на военной базе ISAF в провинции Логар в качестве контрактников), тела шести были найдены и опознаны четыре дня спустя, в ночь с 9 на 10 сентября 2011[196] (оставшиеся трое были отпущены 11 сентября 2011)[197]
- 26 сентября 2011 — контрактник-афганец, обеспечивавший охрану офиса ЦРУ США в здании отеля «Ariana» в Кабуле, открыл огонь по работникам офиса. В результате, один контрактник ЦРУ[198] (гражданин США[199] Jay Henigan) был убит, ещё один контрактник ЦРУ был ранен, после чего нападавший был убит[200]
- 1 октября 2011 — в провинции Белуджистан, недалеко от пакистано-афганской границы были атакованы остановившиеся на ночь грузовики, перевозившие грузы для ISAF. В результате нападения, были сожжены два грузовика и убит один водитель[201]. Имя и гражданство погибшего не установлено.
- 27 октября 2011 — в результате атаки на военную базу в провинции Кандагар был убит афганец-переводчик ISAF[202]
- 29 октября 2011 — в Кабуле смертник на автомашине «Toyota Corolla» с зарядом взрывчатки протаранил бронированный автобус «Rhino», в результате самоубийственной атаки были убиты 8 контрактников: пять граждан США, двое граждан Великобритании (Stephen Brown и David Quinn, сотрудники компании «Fluor Corp.»)[203] и один гражданин Косово[204].
- 29 октября 2011 — во время парада на военной базе в уезде Шахваликот провинции Кандагар афганский солдат открыл огонь по военнослужащим ISAF, в результате были убиты 3 солдата НАТО и один афганец-переводчик[205]
- 3 ноября 2011 — самоубийственная атака на жилой комплекс ES-KO в провинции Герат, в котором проживали контрактники НАТО. После того, как два смертника подорвали две автомашины со взрывчаткой, ещё трое открыли огонь из автоматов. В перестрелке с нападавшими были убиты два сотрудника частной охранной компании, ещё один сотрудник частной охранной компании получил ранение[206][207]
- 23 ноября 2011 - в уезде Кохбанд провинции Каписа в офис компании по разминированию выстрелили ракетой, в результате был убит один сотрудник британской компании по разминированию "HALO Trust"[208] (гражданство и имя не установлены).
- 24 ноября 2011 — в селении Баквах (провинция Фарах) в результате атаки на автоколонну с грузом для НАТО были убиты 10 и ранены ещё 10 сотрудников частной охранной компании[209]. Имена и гражданство убитых не установлены.
- 11 декабря 2011 — в провинции Белуджистан, недалеко от пакистано-афганской границы были атакованы остановившиеся на ночь топливозаправщики, перевозившие горючее для ISAF. В результате нападения, был убит один водитель и сожжены девять топливозаправщиков[210]. Имя и гражданство погибшего не установлено.

### 2012
- 16 января 2012 в авиакатастрофе вертолёта компании «AAR Airlift company» в провинции Гильменд погибли три контрактника — граждане США[211][212] Todd Walker, Michael Clawson и James Scott Ozier[11]
- 7 февраля 2012 в провинции Кандагар афганец-сотрудник частной охранной компании открыл огонь по своим коллегам, им были убиты три сотрудника частной охранной компании «Haji Toryalai Security Company» (граждане Афганистана)[213], обеспечивавшие охрану автомобильных колонн снабжения сил НАТО в Афганистане[214].
- 11 февраля 2012 в провинции Забул в авиакатастрофе вертолёта Ми-8МТВ-1 компании «Supreme Group» погибли три контрактника — граждане Таджикистана[215]
- 15 апреля 2012 – в провинции Логар взрывом минно-взрывного устройства был убит сотрудник частной военной компании, контрактник США (бывший полицейский, гражданин США Norman Maurise Spruill)[216]
- 18 апреля 2012 — в Афганистане скончался контрактник, гражданин США Billy Ross Blankenship, который являлся сотрудником компании «Intelligence Software Solutions Inc.»[217]
- 26 апреля 2012 — на военной базе США в уезде Шахваликот провинции Кандагар солдат из подразделения «коммандос» афганской армии открыл огонь по военнослужащим ISAF, в результате были убиты один военнослужащий сил специальных операций США и один афганец-переводчик американского контингента ISAF[218]
- 1 июня 2012 — в провинции Хост была атакована военная база НАТО, погибли 1 военнослужащий ISAF и один контрактник (гражданин США)[219]
- 9 июня 2012 - в городе Ниджраб провинции Каписа смертник взорвал себя рядом с военнослужащими НАТО, были убиты четыре военнослужащих Франции и афганец-переводчик ISAF[220]
- 19 июня 2012 — в ходе атаки на военную базу в провинции Кандагар был убит сотрудник охранной компании, занимавшийся обучением сотрудников афганской полиции — гражданин США[221] Thomas Boyle[222]
- 22 июля 2012 — на территории военной базы в провинции Герат человек в униформе сотрудника афганской полиции открыл огонь из автомата по контрактникам ISAF, в результате были убиты афганец-переводчик и три контрактника ISAF[223], которые занимались обучением сотрудников пограничной охраны и таможенной службы Афганистана по программе «Border Management Task Force» (двое граждан США[224] и гражданин Великобритании[225] David Chamberlain[226])
- 24 июля 2012 — на дороге в северо-западной части Пакистана, у города Джамруд, недалеко от пакистано-афганской границы по колонне снабжения группировки НАТО в Афганистане, состоявшей из двух грузовиков, открыли огонь из автоматов Калашникова. В результате обстрела был убит водитель грузовика-контейнеровоза[227][228] афганец Atta Muhammad, его помощник (афганец по имени Shahid) был ранен[229]. Это нападение привело к приостановке грузоперевозок для войск НАТО в Афганистане автомобильным транспортом через Пакистан[230].
- 16 августа 2012 — в уезде Шахваликот провинции Кандагар был сбит вертолёт UH-60L армейской авиации США, погибли все 11 человек на борту (в том числе, сопровождавший американских военнослужащих переводчик-афганец)[231]
- 16 сентября 2012 — во время атаки военной базы «Camp Bastion» в провинции Гильменд был ранен один контрактник ISAF[232]
- 18 сентября 2012 — возле международного аэропорта Кабула смертница взорвала автобус, перевозивший контрактников компании ACS, погибли 12 иностранных контрактников[233] (гражданка Великобритании Jenny Margaret Ayris и 8 граждан ЮАР)[234][235]
- 29 сентября 2012 — в уезде Сайдабад провинции Вардак[236] контрактник (гражданин США Kevin O’Rourke)[237] был застрелен неизвестным в униформе афганской армии[238]
- 1 октября 2012 — на рыночной площади города Хост смертник на мотоцикле взорвал себя рядом с группой солдат ISAF, в результате были убиты 12 человек (в том числе 4 афганских полицейских, 3 солдата стран НАТО и один переводчик ISAF)[239]
- 14 ноября 2012 — талибы расстреляли двух афганцев-переводчиков, которые ехали из Кабула на работу на военную базу США в провинции Логар. Оба убитых являлись гражданскими контрактниками, работавшими на военной базе «Camp Shank»[240]
- 20 ноября 2012 - два неизвестных на мотоцикле открыли огонь по грузовику, перевозившему грузы для войск НАТО. Водитель грузовика был убит, а его помощник - ранен[230].
- 17 декабря 2012 — в Пули-Чархи (пригороде Кабула) смертник на грузовике со взрывчаткой атаковал базу компании «Contrack International Inc.»[241], занимавшейся строительством объектов для военного контингента НАТО[242], в результате были убиты два афганских сотрудника компании и ещё 15 сотрудников получили ранения[243]. Среди раненых были иностранцы[244] (по меньшей мере двое из раненых контрактников были гражданами ЮАР, остальными ранеными работниками компании были граждане США и граждане Афганистана)[245]
- 23 декабря 2012 - в провинции Нангархар был убит водитель грузовика, перевозившего грузы для войск НАТО (гражданин Пакистана)[230].
- 24 декабря 2012 — один контрактник (сотрудник частной военной компании «DynCorp International», гражданин США Joseph Griffin) был убит в полицейском участке в Кабуле, его застрелила женщина в полицейской униформе[246]

### 2013
- 13 февраля 2013 — на военной базе «Camp Arena» была смертельно ранена выстрелом из огнестрельного оружия гражданский контрактник ВВС США, сотрудник американской компании «Intelligent Software Solutions», гражданка США Christina S. Maddock. 17 февраля 2013 она скончалась от полученного ранения в военном госпитале США на территории Германии. Согласно официальному заявлению военного ведомства США, её гибель была следствием инцидента при обращении с огнестрельным оружием, которое не являлось самоубийством[247]
- 18 февраля 2013 - в городе Ланди-Котал обстреляли грузовики, перевозившие грузы для НАТО. Были убиты два водителя грузовиков[230]
- 19 февраля 2013 - обстреляна колонна грузовиков, перевозивших грузы для войск НАТО. Были убиты два контрактника (водитель грузовика и его помощник)[230].
- 4 марта 2013 - в южном Афганистане взрывом самодельного взрывного устройства был убит контрактник ISAF[248]
- 8 марта 2013 — во время атаки оперативной базы «Tagab» в провинции Каписа группой из трёх человек в униформе афганской армии[249] была убита контрактник США (гражданка США Inez «Renee» Baker[250])
- 23 марта 2013 — в районе населённого пункта Вазир Данд в окрестностях города Джамруд (на территории Пакистана, недалеко от пакистано-афганской границы) в результате атаки талибов на автоколонну снабжения группировки войск НАТО в Афганистане (состоявшую из десяти бензовозов) был убит Syed Ghaffar - водитель бензовоза с номером TLA-700, ещё два водителя грузовиков были ранены[251][230]
- 6 апреля 2013 — в провинции Забул в результате взрыва заминированной автомашины был убит один контрактник министерства обороны США[252]
- 14 апреля 2013 - в городе Джамруд (возле границы Афганистана и Пакистана) двое неизвестных в масках расстреляли грузовик-контейнеровоз, перевозивший грузы для войск НАТО в Афганистане. Убитым водителем являлся Zarwali Khan (гражданин Афганистана). Это событие стало шестым нападением на автомашины, перевозившие грузы для НАТО по шоссе через Хайберский проход за период с начала 2013 года[230]
- 29 апреля 2013 — вскоре после взлёта с авиабазы Баграм разбился транспортный самолёт Boeing 747-400BCF компании «National Air Cargo», в авиакатастрофе погибли все семь членов экипажа — граждане США[253]
- 4 мая 2013 - в провинции Кандагар на мине подорвалась патрульная машина 1-го батальона 1-й танковой дивизии США, погибли 5 военнослужащих США и их переводчик-афганец[254]
- 16 мая 2013 — в Кабуле в результате подрыва смертника были убиты 4 сотрудника частной военной компании «DynCorp International» (граждане США) и ещё трое были ранены[255]
- 8 июня 2013 — на военной базе в провинции Пактика был убит сотрудник частной военной компании, гражданин США Joseph Morabito[256]
- 2 июля 2013 — в результате взрыва заминированного грузовика на пункте снабжения НАТО «Camp Pinnacle» в Кабуле были убиты 10 иностранных контрактников — один гражданин Великобритании (Mark Duffus, сотрудник охранной компании «Blue Hackle Security»[257]), один гражданин США (Kurt Muncy, сотрудник частной военной компании «DynCorp International»[258]), четверо граждан Непала (сотрудники частной военной компании)[259], трое граждан Индии (Sandeep Gilaji, Kaushik Chakrabarty и Naveen Kumar Gurudi)[260] и один гражданин Румынии. Кроме того, в результате атаки был ранен ещё один контрактник, также являвшийся гражданином Румынии[261].
- 18 июля 2013 — талибы расстреляли 8 афганцев, которые ехали на работу на военную базу США в провинции Логар. Все убитые являлись гражданскими сотрудниками военной базы «Camp Shank»[262]
- 26 августа 2013 — взрывом минно-взрывного устройства был уничтожен броневик RG-31, погибли один военнослужащий армии США и один афганец-переводчик контингента ISAF[263]
- 27 августа 2013 — в уезде Бала Булук провинции Фарах была атакована колонна снабжения ISAF из 40 грузовиков. В результате нападения, были убиты 6 водителей (граждане Афганистана) и сожжены 35 топливозаправщиков ISAF[264].
- 13 сентября 2013 — в ходе атаки на консульство США в Герате были убиты афганец-переводчик, работавший в консульстве[265] и ещё один афганец из числа сотрудников дипломатической миссии США[266]
- 14 сентября 2013 - на шоссе Карачи - Кветта неизвестные открыли огонь по остановившейся на стоянке колонне из 15 автоцистерн с горючим для войск НАТО. В результате были уничтожены девять автоцистерн и убит один водитель по имени Samiullah[267]
- в ноябре 2013 года в городе Кундуз был задушен Dschawad Wafas (афганец-переводчик немецкого военного контингента ISAF)[268]
- 18 ноября 2013 — в провинции Белуджистан, недалеко от пакистано-афганской границы был атакован грузовик, перевозивший грузы для ISAF. В результате нападения, водитель грузовика был застрелен, а грузовик сожжен[269]. Имя и гражданство погибшего не установлены.
- 29 ноября 2013 — в Баграме в результате ракетной атаки авиабазы были убиты два сотрудника компании «AAR Airlift Corp.» (граждане США Albert Henry Haas и Kathleen Pennell)[270]
- декабрь 2013 — в провинции Гильменд был застрелен сотрудник компании «Pax Mondial» (субподрядчика компании «Black & Veatch Corp.»), гражданин США Lee McCubbins[271]

### 2014
- в ночь с 9 на 10 января 2014 в Афганистане разбился лёгкий турбовинтовой самолёт МС-12 Beechcraft, выполнявший ночной разведывательный полёт, в авиакатастрофе погибли 2 военнослужащих американского контингента ISAF и один контрактник американского контингента ISAF[272] (гражданин США)[273]
- 17 января 2014 в Кабуле в ресторане "La Taverna du Liban" был убит гражданин Малайзии V. N. Gnanathurai Nagarajah (бывший министр финансов Малайзии, нанятый зарегистрированной в Лондоне британской компанией "Adam Smith International" для работы в качестве советника при министерстве финансов Афганистана)[274]
- 10 февраля 2014 — в Кабуле в результате взрыва смертника были убиты два сотрудника частной военной компании «DynCorp. International» — граждане США (Mike Hughes[275] и Paul E. Goins Jr.)[276]
- 21 февраля 2014 года - пресс-служба командования ISAF сообщила о том, что в северной части Афганистана умер один контрактник ISAF[277]
- 24 февраля 2014 года - пресс-служба командования ISAF сообщила о том, что в южной части Афганистана умер один контрактник ISAF[278]
- 5 марта 2014 - два грузовика-контейнеровоза, перевозившие грузы для войск ISAF в Афганистане были обстреляны во время движения по шоссе. Один водитель грузовика был убит, второй был смертельно ранен и умер в госпитале[279]
- 16 марта 2014 года - пресс-служба командования ISAF сообщила о том, что в южной части Афганистана умер один контрактник ISAF[280]
- 3 апреля 2014 года - пресс-служба командования ISAF сообщила о том, что в южной части Афганистана умер один контрактник ISAF[281]
- 24 апреля 2014 — в Кабуле афганский полицейский открыл огонь по группе американцев у входа в госпиталь «CURE International Hospital» (филиала американской компании «CURE International»), в результате были убиты три работника госпиталя — граждане США (одним из убитых являлся врач Jerry Umanos[282], личность остальных не установлена)[283]
- 5 мая 2014 — в северо-западной части Пакистана, у города Джамруд, недалеко от пакистано-афганской границы был атакован и сожжён грузовик-контейнеровоз, перевозивший грузы для сил НАТО в Афганистане — были убиты два водителя[284] (пакистанцы Tariq Khan и Rahman Ali)[285]
- 12 мая 2014 года - пресс-служба командования ISAF сообщила о том, что в южной части Афганистана умер один контрактник ISAF[286]
- 23 мая 2014 года - пресс-служба командования ISAF сообщила о том, что в восточной части Афганистана умер один контрактник ISAF[287]
- 2 июня 2014 — в Джелалабаде (провинция Нангархар) в результате атаки смертника на мотоцикле, взорвавшего себя рядом с микроавтобусом, были убиты три инженера — граждане Турции[288][289], выполнявшие строительство полицейского участка[290]
- 9 июля 2014 — в провинции Герат попали в засаду и были убиты шесть сотрудников британской компании по разминированию «HALO Trust»[291][292]
- 22 июля 2014 — на окраине Кабула, у военной базы «Camp Gibson» смертник на мотоцикле взорвал себя, в результате были убиты семь контрактников — шесть сотрудников частной военной компании «DynCorp. International» (двое граждан Индии Ponnappan V. Kuttappan и Parambhat Ravindran[293], граждане Непала Anil Gurung и Ganga B. Limbu, гражданка Кении Lilian C. Boit и гражданин Фиджи Lenaitasi Q. Rokodi[294][295]) и афганец-переводчик[296]
- 25 июля 2014 — в городе Герат были застрелены два сотрудника медицинского центра IAM (граждане Финляндии)[297]
- 21 августа 2014 — на шоссе в 25 км к западу от Пешавара, у пакистано-афганской границы в ходе атаки автоколонны грузовиков, доставлявших грузы для войск НАТО в Афганистане, были сожжены две автоцистерны с топливом. Погибли два водителя — граждане Пакистана[298]
- 18 ноября 2014 — в Кабуле во время атаки на укреплённый район «Green Village» были убиты два сотрудника частной военной компании[299] (гражданин Непала Niranjan Tamang[300] и ещё один неустановленный охранник)
- 27 ноября 2014 — в Кабуле в результате атаки смертника, протаранившего автомашину британского посольства на заминированной «Toyota Corolla» и последовавшей атаки на квартал столицы, в котором находилось посольство Великобритании, были убиты два сотрудника частной военной компании «G4S» и один афганец-контрактник, работавший в посольстве Великобритании[301]. Одним из убитых сотрудников «G4S»[302] был гражданин Великобритании Ronnie Jessiman[303].
- 30 ноября 2014 в Кабуле в результате атаки на представительство американской компании P.A.D. были убиты сотрудник компании (гражданин ЮАР Werner Groenewald) и двое его детей[304][305]
- 19 декабря 2014 года - пресс-служба командования ISAF сообщила о том, что в восточной части Афганистана умер один контрактник ISAF[306]

## Дополнительная информация
- 8 июля 2021 года президент США Джо Байден оценил количество афганцев, которые оказывали помощь войскам США и которых следует эвакуировать из страны "примерно в 18 тыс. человек"[307]; представителями администрации Дж. Байдена были сделаны заявления о возможности предоставления некоторым категориям беженцев из Афганистана права на жительство США на льготных условиях, однако следующий президент США Дональд Трамп после своей инаугурации 21 января 2025 года отменил решение администрации Дж. Байдена о предоставлении права на въезд в США для беженцев из Афганистана (в том числе, разрешения на въезд в США для 1660 эмигрантов из Афганистана, уже оформленные и выданные администрацией Дж. Байдена)[308]. 27 января 2025 по запросу телеканала "Fox News" иммиграционная служба США официально подтвердила намерение депортировать из США 1 млн. 445 тыс. уже находящихся на территории США иностранцев и лиц без гражданства (в том числе, 1708 граждан Афганистана)[309]
- по официальным данным правительства Канады, в Афганистане погибли два гражданских контрактника-канадца[310]. Один из них являлся контрактником министерства обороны Канады, он был внесён в перечень погибших в Афганистане граждан Канады на памятнике «Afghanistan Memorial Vigil»[311], открытие которого состоялось 29 июля 2014[312]